# Prąd indukcyjny
Prąd indukcyjny – prąd elektryczny płynący w zamkniętym obwodzie elektrycznym lub w substancji przewodzącej prąd elektryczny wywołany indukcją elektromagnetyczną np. z powodu umieszczenia obwodu w zmiennym polu magnetycznym.
Prąd indukcyjny można uzyskać różnymi sposobami, w których zmienia się pole magnetyczne: 
- poprzez zbliżanie lub oddalanie zwojnicy od magnesu lub innej zwojnicy, przez którą płynie prąd.
- włączanie lub wyłączanie prądu w obwodzie pierwotnym.
- zmianę natężenia prądu w obwodzie pierwotnym.
- zasilanie obwodu pierwotnego prądem zmiennym.

Zwojnica zasilana prądem nazywa się obwodem pierwotnym, a tę w której indukuje się prąd nazywa się obwodem wtórnym.
Prąd indukcyjny na skalę przemysłową uzyskuje się przy pomocy prądnic.